# Rhodischnura
Rhodischnura is een geslacht van libellen (Odonata) uit de familie van de waterjuffers (Coenagrionidae).

## Soorten
Rhodischnura omvat 1 soort:
- Rhodischnura nursei (Morton, 1907)